# Iglesia de San Juan (Pienza)
La iglesia de San Juan es un edificio sagrado ubicado en Pienza.
Se encuentra bajo el ábside de la catedral. Conserva una tipografía bautismal con motivos decorativos típicos del Renacimiento. Durante los trabajos de restauración en 1932, se hallaron, emparedados, restos de la antigua iglesia románica de Santa María, demolida en 1459 para dar paso a la construcción de la nueva catedral. Destaca el arquitrabe, probablemente del siglo XII, y el pórtico con bajorrelieves con escenas del Antiguo Testamento. Actualmente, se presentan las grandiosas obras de fundación de la catedral.